# Boiga forsteni
Boiga forsteni är en ormart som beskrevs av Duméril, Bibron och Duméril 1854. Boiga forsteni ingår i släktet Boiga och familjen snokar. IUCN kategoriserar arten globalt som livskraftig. Inga underarter finns listade.
Arten förekommer flera olika regioner i Indien samt i Sri Lanka och Nepal. Den vistas i låglandet och i kulliga områden upp till 300 meter över havet. Habitatet varierar mellan fuktiga och torra skogar och dessutom besöks den angränsande kulturlandskapen.
Boiga forsteni klättrar främst i träd och buskar. Den jagar fladdermöss och små fåglar inklusive höns. Vilande exemplar hittas ofta i trädens håligheter.